# Бојићки град
Бојићки град је средњовјековни град у Босни и Херцеговини подигнут на неприступачном терену изнад села Бојића у општини Калиновик, близу ентитетске границе.

## Положај и одлике
Тврђава се састојала од обора и двије овалне куле. Обор је имао облик неправилног заобљеног четвороугла са страницама око 40 x 40 x 29 x 25 метара. Тлоцрт обора у основи прати слојнице на врху стијене. Прилаз ка граду на сјеверозападној, сјеверној и сјевероисточној страни је веома неприступачан, док је лакше прићи са источне и западне стране. На сјеверном и сјевероисточном дијелу биле су изграђене куле овалног тлоцрта. Већа је имала спољни пречник од око 7 метара, а 4 метра пречник унутрашње просторије. Мања кула се налази на сјевероисточном углу. Просјечни спољни пречник износи око 5 метара, пречник унутрашње просторије се креће око 3 метра са дебљином зида од 1 метра. Бојићки град је примјер средњовјековног утврђења у Босни који је добро прилагођеног терену. Град се данас налази у рушевном стању.